# Trachyxiphium
Trachyxiphium là một chi rêu trong họ Pilotrichaceae.